# Melese underwoodi
Melese underwoodi là một loài bướm đêm thuộc phân họ Arctiinae, họ Erebidae.